# فرودگاه آتباسار
فرودگاه آتباسار فرودگاهی عمومی واقع در آتباسار در کشور قزاقستان است.